# Diaphania nitidalis
Diaphania nitidalis is een vlinder uit de familie van de grasmotten (Crambidae), uit de onderfamilie van de Spilomelinae. De wetenschappelijke naam van deze soort is voor het eerst voorgesteld als Phalaena Pyralis nitidalis door Caspar Stoll in een publicatie uit 1781. De soort komt voor in de Verenigde Staten, Midden- en Zuid-Amerika.